# Ethnographisches Archiv
Das Ethnographische Archiv war ein Periodikum, das ab 1818 von Friedrich Alexander Bran herausgegeben wurde. Jährlich erschienen etwa drei bis vier Bände mit einem Umfang von 380 bis 420 Seiten. In der Regel enthielten die einzelnen Ausgaben zwei umfangreiche Aufsätze. Die beiden ersten Bände wurden zunächst im Verlag August Schmid und Compagnie veröffentlicht. Ab 1819 erschienen die Titel in Brans eigenem Verlag, der Bran'schen Buchhandlung, in Jena. Nach zwei Bänden im Jahr 1829 wurde die Buchreihe nicht mehr fortgesetzt.

## Geschichte und Inhalt
Friedrich Alexander Bran hatte nach seiner Flucht vor den französischen Behörden entschieden, in Jena zu bleiben. Doch anders als in Hamburg, wo er sehr erfolgreich gearbeitet hatte, wurde es für ihn hier deutlich schwieriger, neue Buchprojekt zu starten. Das Ethnographische Archiv war die letzte große Idee, die er noch umsetzen konnte. Seine Absicht war es, „das Neueste und Interessanteste aus dieser Wissenschaft, entweder in fortlaufenden Reiseberichten, oder Bruchstücken, welche aber an sich immer ein abgesondertes Ganze bilden werden“, vorzustellen. In der neuen Buchreihe wurden Aufsätze, die zuvor in englischer oder französischer Sprache bereits an anderer Stelle veröffentlicht worden waren, der deutschen Leserschaft vorgestellt. Es darf angenommen werden, dass Bran auch der Übersetzer der Texte war. In Zusammenhang mit dem Ethnographischen Archiv kam Bran auch in Kontakt mit Johann Wolfgang von Goethe. Großherzog Carl August von Sachsen-Weimar beauftragte Goethe damit, Publikation, an denen der Großherzog gefallen gefunden hatte, an Bran weiterzureichen, damit dieser Auszüge oder Hinweise in seiner Zeitschrift publizieren konnte.
Bran regierte mit der Buchreihe auf ein zunehmendes Interesse seiner Landsleute an länder- und völkerkundlichen Themen in der Zeit nach den Befreiungskriegen. Veröffentlicht wurden Reise- und Expeditionsberichte aus allen Erdteilen, Darstellungen von Weltreisen und Wanderungen durch exotisch anmutende Gebiete sowie Tagebuchaufzeichnungen. Einige Darstellungen des Ethnographischen Archivs informierten über Entdeckungsreisen, die einen Zeitraum von mehreren Jahren umfassten, wie beispielsweise John Franklins Bericht über seine „Reise an die Küsten der Polarsee in den Jahren 1819, 1820, 1821 und 1822“ oder der Bericht von James Weddell über eine „Reise an den Südpol in den Jahren 1822 bis 1824“. Die Herausgabe des Ethnographischen Archivs war für Bran kein wirtschaftlicher Erfolg. „Was“, so urteilt Heinrich Luden in seinem Nachruf auf Bran, „bei anderen Völkern allgemeine Theilnahme gefunden haben würde, das wurde in Deutschland wenig beachtet“.